# Nikotinamid adenin dinukleotid fosfat
Nikotinamid adenin dinukleotid fosfat (u starijoj notaciji trifosfopiridin nukleotid, TPN) se koristi u anaboličkim reakcijama, kao što su sinteze lipida i nukleiniskih kiselina, za koje je NADPH neophodan kao redukujući agens.
NADPH se redukuje iz .  razlikuje od NAD+ po prisustvu jedne dodatne fosfatne grupe na 2' poziciji riboznog prstena za koji je vezan adenin.
- 3D prikaz
- 3D prikaz